# Ville-di-Pietrabugno
 Ville-di-Pietrabugno (en cors  E Ville di Petrabugnu) és un municipi francès, situat a la regió de Còrsega, al departament d'Alta Còrsega. L'any 1999 tenia 1.791 habitants.

## Demografia
| 1962 | 1968  | 1975  | 1982  | 1990  | 1999  |
| ---- | ----- | ----- | ----- | ----- | ----- |
| 642  | 1.562 | 1.735 | 2.827 | 2.950 | 2.950 |

## Administració
| Període   | Identitat      | Partit | Qualitat |  |
| --------- | -------------- | ------ | -------- |  |
| 2001-2008 | Pascal Fabiani |        |          |  |
| 2008-     | Jean Baggioni  |        |          |  |